# Acido N-metil-D-aspartico
L'acido N-metil-D-aspartico è un amminoacido agonista specifico dei recettori NMDA dell'acido glutammico, agonista fisiologico su tali recettori. La molecola è in grado di attivare solo i recettori NMDA, mentre non ha effetto sugli altri recettori dell'acido glutammico.